# يوليا شميد
يوليا شميد (بالألمانية: Julia Schmid)‏ هي كاياكيرة نمساوية، ولدت في 2 يوليو 1988 في كلاغنفورت في النمسا.

## وصلات خارجية
- يوليا شميد على موقع الاتحاد الدولي للكانو (الإنجليزية)